# Édouard-Henri Avril
Paul Avril, pseudônimo de Édouard-Henri Avril (Argel, 21 de maio de 1849 — Le Raincy, 1928) foi um pintor e ilustrador francês, conhecido por suas gravuras eróticas.
Avril estudou na Escola de Belas Artes de Marselha (1871 a 1873) e de Paris (1874 a 1878). Usualmente suas obras encontravam-se assinadas com as iniciais "E. Avril", entretanto, adotou o pseudônimo "Paul Avril" quando foi convidado a ilustrar o romance "Fortunio", de Théophile Gautier, com imagens "obscenas".

## Seleção de obras

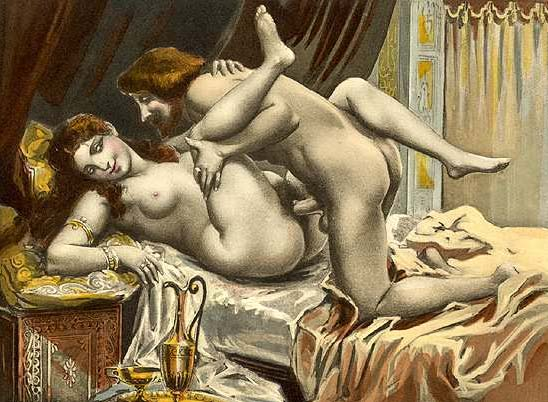
Cena erótica para a obra Sonetti lussuriosi.
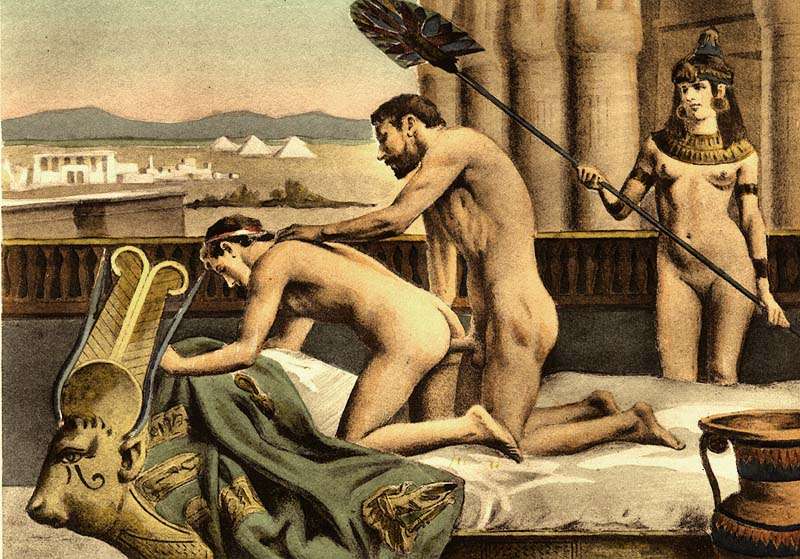
Cena de Adriano e Antínoo para a obra De Figuris Veneris de Friedrich Karl Forberg.